# بالیوود هانگاما
بالیوود هانگاما (هندی: बॉलीवुड हँगामा؛ معنای تحت‌اللفظی: جنون بالیوود) که پیش‌تر با نامِ ایندیا اف.ام. (هندی: इण्डियाएफएम) شناخته می‌شد، یک وبسایت سرگرمی بالیوود است که در سال ۱۵ ژوئن ۱۹۹۸ راه‌اندازی شد و از سال ۲۰۰۰ در مالکیت شرکت «رسانه سرگرمی دیجیتال هانگاما» است.
این وبسایت اخبار مربوط به صنعت سینمای هند، به‌ویژه بالیوود، نقد و بررسی فیلم و گزارش‌های گیشه را ارائه می‌دهد و در سال ۲۰۰۸ نام خود را به «بالیوود هانگاما» تغییر داد.